# 横浜ヨット小型旅客船爆破事件
横浜ヨット小型旅客船爆破事件（よこはまヨットこがたりょきゃくせんばくはじけん）とは、1987年（昭和62年）10月17日に神奈川県横浜市鶴見区で極左暴力集団中核派が起こしたテロ事件である。

## 事件の発端
成田空港問題に介入していた新左翼は、この年（1987年）から建設工事が始まった関西国際空港についても、「西の三里塚」と称して反対闘争を開始していた。

## 事件の概要
1987年（昭和62年）10月17日午前4時頃、神奈川県横浜市鶴見区にあった横浜ヨット（2002年に日本鋼管に吸収合併され、ユニバーサル造船として再編）の第三船台において、建造中の小型旅客船が突然爆発・炎上した。火は45分後に消し止められたが、小型旅客船は大破・全焼した。
この小型旅客船は、工事関係者や視察者を現場まで送迎するために関西国際空港株式会社（現・関西国際空港土地保有株式会社）が発注したもので、「おおぞら」という名称が付けられていた。そして6日後の10月23日に進水する予定であった。
事件後の10月19日、中核派は豊中市役所前で犯行声明文を配付したことから、神奈川県警察は中核派によるテロ事件と断定した。
なお、同年8月27日にも、空港工事関連企業所有の地盤改良船が兵庫県西宮市内で爆破されている。